# Henrik Harnow
Henrik Harnow (født 13. april 1961 i Odense) er en dansk historiker med speciale inden for teknologi- og industrihistorie. Fra 1. august 2021 har han været direktør for Museum Odense.
Harnow er cand.phil. i historie fra Odense Universitet 1988 og ph.d. i historie fra Københavns Universitet 1996. Han forskede fra 1991 til 1994 som humanistisk forskningsstipendiat i dansk ingeniørhistorie, hvilket udmøntede sig i ph.d.-afhandlingen Den danske ingeniørs historie 1850–1920.
Fra 1995 til 1996 var han konsulent i Skov- og Naturstyrelsen. I 1996 blev han museumsinspektør ved Danmarks Grafiske Museum/Dansk Pressemuseum, 1999 museumsinspektør Ved Historisk Tid, Odense Bys Museer, blev 2004 leder af Industrimuseet Frederiks Værk, hvilket han var til udgangen af 2005. I 2006 blev han museumsinspektør ved Odense Bys Museer og var i 2012 kulturarvschef med ansvar for Arkæologi og Historie. I perioden 2012-2016 var han direktør for Danmarks Jernbanemuseum.
Han har været redaktør af tidsskriftet Fabrik & Bolig, var 2002–11 næstformand i Det faglige råd for nyere tid i Kulturarvsstyrelsen og har været medlem af Det Særlige Bygningssyn. 